# Ola Elvestuen

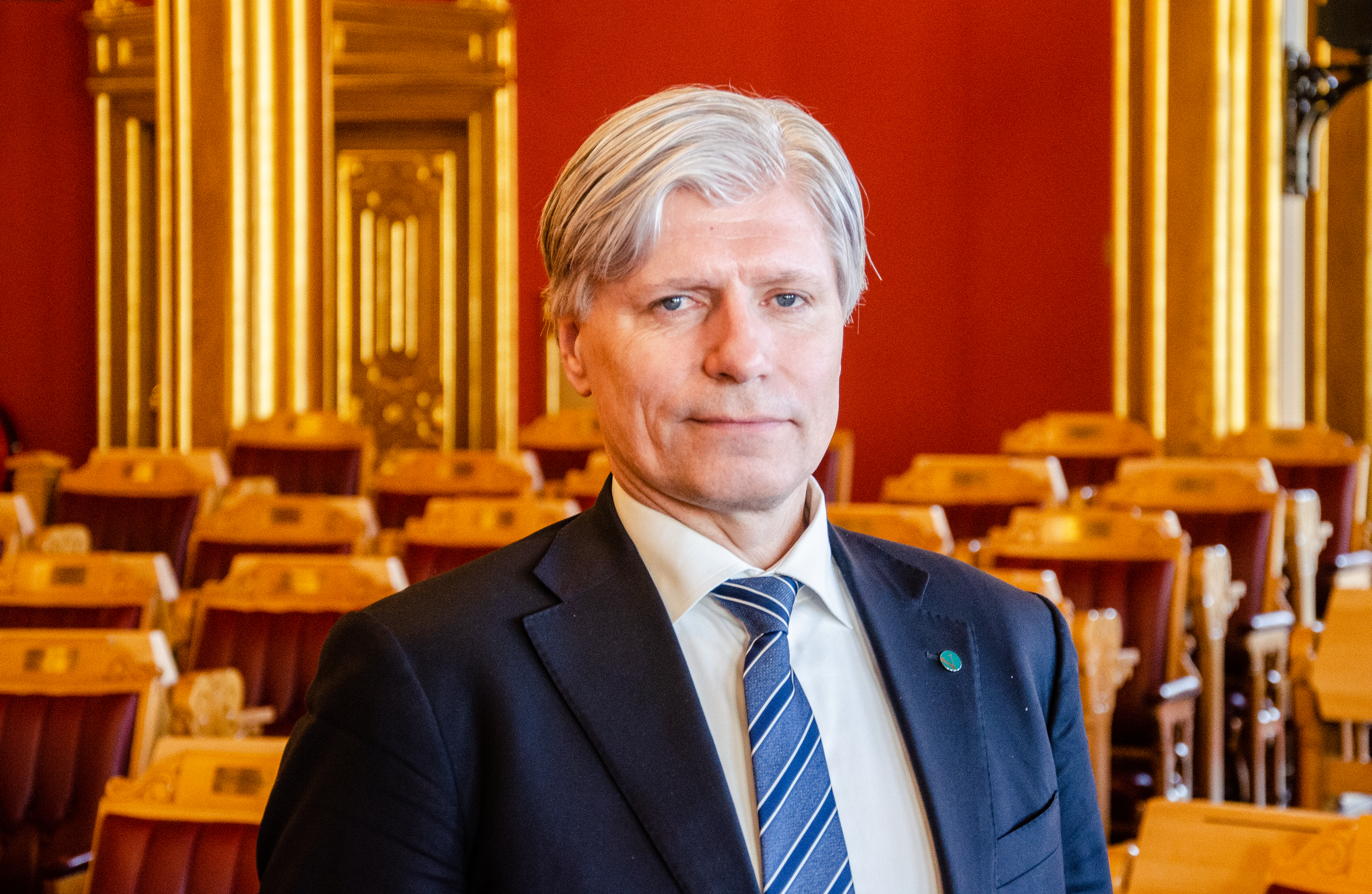
Ola Elvestuen, 2020

Ola Elvestuen (* 9. Oktober 1967 in Vestre Toten) ist ein norwegischer Politiker der Partei Venstre. Von Januar 2018 bis Januar 2020 war er Klima- und Umweltminister in der Regierung Solberg. Seit 2013 ist er Abgeordneter im Storting.

## Leben
Elvestuen studierte Sozialanthropologie, Politikwissenschaft und Geschichte an der Universität Oslo. Von 2000 bis 2007 war er Vorsitzender der Partei Venstre in Oslo. 2008 wurde er zum stellvertretenden Parteivorsitzender auf Landesebene gewählt. Am 5. März 2020 schlug die Parteiführung der Venstre die beiden Parteikollegen Abid Raja und Sveinung Rotevatn als neue stellvertretenden Vorsitzenden vor. Elvestuen soll nach diesem Vorschlag weiter im Parteivorstand verbleiben. Die Entscheidung muss durch einen Parteitag im April 2020 bestätigt werden.
Er saß in den Jahren 2003 bis 2015 im Stadtrat von Oslo. Zwischen 2011 und 2013 war er als Zuständiger für Umwelt und Verkehr Teil der Osloer Stadtregierung (Byråd). Im Jahr 2013 zog er nach der Parlamentswahl erstmals ins Storting ein. Von Oktober 2013 bis Januar 2018 war er dabei sowohl stellvertretender Fraktionsvorsitzender als auch Vorsitzender des Ausschusses für Energie und Umwelt. Am 17. Januar 2018 wurde er nach dem Regierungsbeitritt seiner Partei zum norwegischen Minister für Klima und Umwelt ernannt. Am 24. Januar 2020 schied er wieder aus der Regierung aus, nachdem es durch den Regierungsaustritt der Fremskrittspartiet zu einer Kabinettsumbildung kam. Nachdem er aufgrund seiner Regierungsmitgliedschaft sein Mandat im Storting hatte ruhen lassen müssen, wurde er im Januar 2020 Mitglied im Außen- und Verteidigungsausschuss. Im März 2020 wechselte er während der laufenden Legislaturperiode in den Finanzausschuss.
Im September 2020 wurde er nicht erneut zum stellvertretenden Parteivorsitzenden gewählt. Nach der Wahl 2021 wurde Elvestuen erneut Mitglied im Energie- und Umweltausschuss. Im Vorfeld der Stortingswahl 2025 verlor er eine Kampfabstimmung um einen Platz auf der Venstre-Wahlliste im Wahlkreis Oslo.